# 針生信夫
針生 信夫（はりう のぶお、1962年1月3日 - ）は、日本の篤農家。株式会社舞台ファーム代表取締役、舞台アグリイノベーション代表取締役、東日本コメ産業生産者連合会代表取締役専務。日本農業再生のため、各地の農業者との連携による農地1万ヘクタールの広域型ネットワークに尽力している。

## 人物
1962年1月3日、宮城県仙台市の江戸時代から続く農家の15代目に生まれる。1980年、宮城県農業高等学校を卒業。1982年、宮城県立農業講習所を卒業、就農。2004年8月20日、株式会社舞台ファームを設立。2013年4月24日、アイリスオーヤマと舞台アグリイノベーション株式会社を設立。11月11日、東日本コメ産業生産者連合会を設立2015年4月、食の6次産業化プロデューサー新段位最高レベルの「5」取得。2025年7月29日、神明ホールディングスとの業務提携を締結。

## 出演番組
- 賢者の選択（2014年6月25日）[9]

## 論文
出典:
- 『講演 農業のビックバン : 「4つの複合的野菜生産」と「新たなロジスティクス構築」による野菜の安定的供給（野菜シンポジウム：野菜の美味しさのヒミツ）』 （2014年）
- 『招待講演 震災復興と六次産業化：日本農業新興へ （2012年度 第48回宮城大会報告特集 東北農業・農村の復興：被災地・宮城から考える）』 （2013年）
- 『仙台市近郊に於ける舞台ファームの取り組みと今後の展望（震災後の農業・農村復興の取り組み状況とその担い手像）』（2013年）
- 『新春特別座談会 「資源と知恵」のアタマを耕す：未来の可能性は一次産業にあり』 （2013年）
- 『変革は人にあり 針生信夫/宮城県 株式会社舞台ファーム』 （2011年）
- 『葉もので発揮、驚異の鮮度保持効果 「蘇生水」を手づくり（特集 水をよくする--農業と水 作物と水）--（岩石で変わる水）』（2005年）

## 関連記事
- サッポロビール[11]
- 農林水産省:第2回稲作コスト低減シンポジウム[12]
- 挑戦事例[13]
- 朝日地球環境フォーラム2011[14]
- 新プロジェクト「WISE」[15]